# Frank Bridel
Pour les articles homonymes, voir Bridel (homonymie).
Frank Bridel (né le 25 décembre 1924 à Lausanne) est un journaliste, essayiste et romancier suisse.

## Biographie
Frank Bridel a été rédacteur en chef de la Gazette de Lausanne. Il dirige la publication Pharma Information de 1968 à 1989. Depuis 1990, il est chroniqueur à Entreprise romande.

## Publications
- Ces médicaments qui ont changé la vie, Payot, Lausanne, 1985.
- La foule enchantée : entretiens avec Frank Bridel / André Charlet, La Bibliothèque des arts, Lausanne, 2000.
- Témoin des hommes, Éditions de l'Aire, 2001.
- Francois daulte. Paroles Vives, Bibliothèque Des Arts, 06/2001
- Suisse mon amour - De A à Z, cinquante-deux coups de cœur, éditions Slatkine

Romans
- Aimer pour vivre, éditions Slatkine, 05/2007

Essais
- Le grand chambardement. Soixante années qui ont changé la vie, éditions Slatkine, 01/2007
- Pour en finir avec le rapport Bergier, éditions Slatkine
- Non, nous n'étions pas des lâches. Vivre en Suisse, 1933-1945, éditions Slatkine, 09/2002